# 택시 5
《택시 5》(영어: Taxi 5)은 2018년 4월에 개봉한 프랑스의 액션, 모험, 코미디 영화이다. 프랑크 가스탐비드가 감독을 뤽 베송과 프랑크 가스탐비드 그리고 스테판 카잔디안이 각본을 맡았다. 프랑스에서는 2018년 4월 11일에, 대한민국에서는 2018년 11월 22일에 개봉되었다.

## 줄거리
슈퍼 카 VS 슈퍼 택시! 스왓 팀 승진을 꿈꾸는 파리의 경찰 ‘실벵 마로’는 치명적 실수를 저질러 마르세유로 좌천된다. 성과를 내면 다시 파리의 스왓 팀으로 보내준다는 마르세유 시장의 제안에도 무력한 나날을 보내던 어느 날, 전설의 슈퍼 택시에 대한 이야기를 듣게 된다.
마르세유를 슈퍼카로 활보하는 이탈리아 갱들을 소탕하기 위해 ‘실벵’은 전설의 택시를 우여곡절 끝에 소환하게 되는데...

## 출연진
- 프랑크 가스탐비드 - 실벵 마로 역
- 말릭 벤탈라 - 에디 마클루프 역
- 베르나르 파시 - 질베르 역
- 살바도레 에스포시토 - 토니 도그 역
- 에두어드 몽투 - 알랭 트레저 역
- 사브리나 와자니 - 사미아 역
- 아누아 투발리 - 미셸 페트루치아니 역
- 시씨 듀파크 - 상드린 브로사르 역
- 람지 베디아 - 라시드 역
- 무사 마스크리 - 로페즈 역